# Brad Dryborough
Brad Dryborough (Winnipeg, 25 september 1967) is een Canadees acteur.

## Filmografie
Uitgezonderd eenmalige gastrollen.
- The Wake Up (2018) als Mike
- The Prodigal Dad (2017) als George
- Rue: The Short Film (2017) als leerkracht
- A Christmas to Remember (2016) als Stan Barbour
- Blind Fire (2015) als kapitein
- No Men Beyond This Point (2015) als bebaarde man
- The Grateful Challenge (2015) als Brad
- Songs She Wrote About People She Knows (2014) als Dave
- Afterparty (2013) als Derek
- Cinemanovels (2013) als man van de overkant van de straat
- Escape from Planet Earth (2013) als Hazmat
- The Cabin in the Woods (2012) als medewerker bij chemieafdeling
- Dead Rising 2: Off the Record (2011) als Brandon Whittaker
- Doppelgänger Paul (2011) als onbekende rol
- Dead Rising 2: Case West (2010) als Brandon Whittaker
- Dead Rising 2 (2010) als Brandon Whittaker
- Supernatural (2007-2009) als Cal Hawkins en Glen
- Big Head (2009) als Dr. Reynolds
- The Thaw (2009) als man
- Battlestar Galactica (2006-2009) als Louis Hoshi
- Battlestar Galactica: The Face of the Enemy (2008-2009) als Louis Hoshi
- Alien Trespass (2009) als Jeremy Goldstone
- The Day the Earth Stood Still (2008) als treinpassagier
- River (2008) als Hank
- Battlestar Galactica: Razor (2007) als Louis Hoshi
- In Her Ear (2007) als Ron
- John Day Afternoon (2006) als John
- Not My Life (2006) als CSI
- Love Seat (2006) als Glenn
- Alien Incursion (2006) als Trey
- The Cabin Movie (2005) als Mark
- The L Word (2004-2005) als Stephen Green
- Behind the Camera: The Unauthorized Story of Mork & Mindy (2005) als Stagehand
- Galo de Barcelos: The Chicken of Portugal (2004) als Will
- Man Feel Pain (2004) als Karl
- Imetacanine (2003) als Hamish
- Canadian Zombie (2002) als Gerald
- The Bug (2002) als Sam